# Kirche der Mutter Gottes, der Königin von Polen (Straduny)
Die Kirche der Mutter Gottes, der Königin von Polen in Straduny (deutsch Stradaunen) ist ein Bauwerk aus der ersten Hälfte des 18. Jahrhunderts. Bis 1945 war sie das evangelische Gotteshaus für das ostpreußische Kirchspiel Stradaunen; heute ist sie die römisch-katholische Pfarrkirche von Straduny in der polnischen Woiwodschaft Ermland-Masuren.

## Geographische Lage
Straduny liegt am Flüsschen Lyck (polnisch Ełk), sieben Kilometer nördlich der Kreisstadt Ełk (Lyck) im Osten der Woiwodschaft Ermland-Masuren. Durch den Ort verläuft die polnische Landesstraße 65 (einstige deutsche Reichsstraße 132).
Der Standort der Kirche befindet sich nördlich des Flüsschens Lyck im östlichen Dorfzentrum an der ul. Mikołaja Kopernika.

## Kirchengebäude
Bereits in vorreformatorischer Zeit existierte in Stradaunen eine Kirche, vermutlich eine Holzkirche, die dem Hl. Leonhard geweiht gewesen sein soll. Diese jedoch verbrannte mit großen Teilen des Dorfes im Jahr 1736.
Es erfolgte ein Neubau, der 1738 fertiggestellt war. Es war ein chorloser Feldsteinbau mit querhausartigen Erweiterungen und vorgesetztem Turm. Der Innenraum erhielt eine flache Decke. An den Seiten befanden sich Emporen. Der Kanzelaltar war ein Werk aus dem Jahre 1845, bei dem ältere Teile verwertet worden waren. Ein Taufengel stammte aus dem 17. Jahrhundert, aus dem 18. Jahrhundert elf Ovalbilder mit Darstellungen Christi und seiner Jünger.
Die Orgel wurde 1742 von Adam Gottlob Casparini in der Kirche aufgestellt, der hierfür jedoch ein älteres Instrument benutzte, das man aus der Ev. Kirche zu Marggrabowa erworben hatte. Sie wird von einer Baldachinkrone aus der Zeit um 1670 geschmückt. Nach ihrer Aufstellung hatte sie 12 Register auf einem Manual. 1922 errichtete Bruno Goebel eine neue Orgel mit zwei Manualen, Pedal und 15 Registern. Dieses Instrument mit seinem historischen Prospekt aus der Zeit um 1670 ist bis heute erhalten.
Aus drei Glocken setzte sich das Geläut der Kirche zusammen.
Im Jahr 1923 nahm der Kirchenmaler Fey aus Berlin eine Innenausmalung der Kirche vor.
Bis 1945 war die Kirche evangelisches Gotteshaus, danach wurde sie zugunsten der römisch-katholischen Kirche enteignet. Diese weihte das Gebäude neu und gab ihm den Namen Kościół Matki Bożey Królowej Polski („Kirche der Mutter Gottes, der Königin von Polen“ (Muttergotteskirche)). Zuvor waren innen bauliche Veränderungen entsprechend der neuen liturgischen Nutzung der Kirche vorgenommen worden.

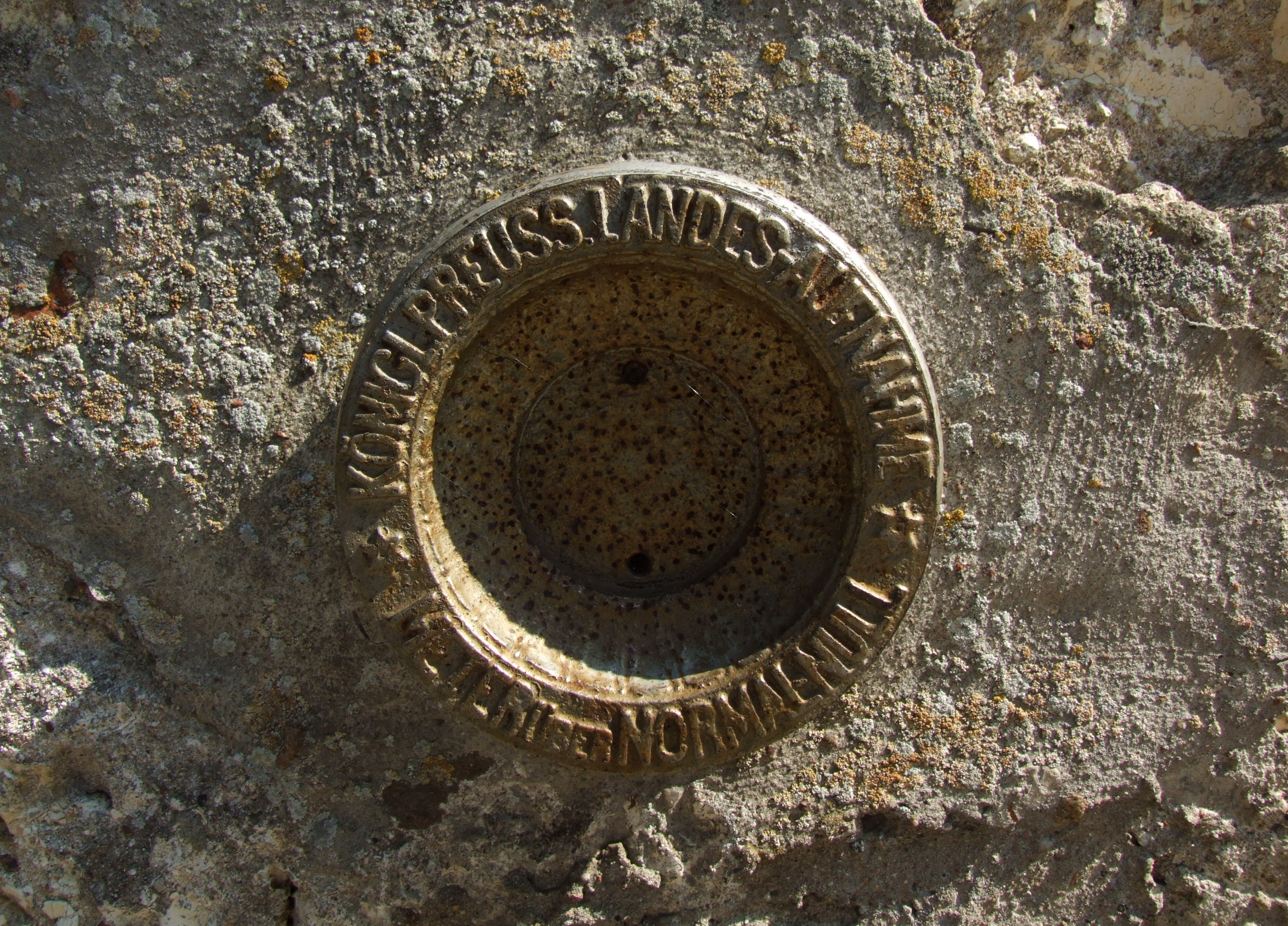
Höhenmarke der königlich-preußischen Landesaufnahme am Kirchengebäude

Aus alter Zeit stammt noch ein im Stil Albrecht Dürers angefertigtes Gemälde der Kreuzigung Jesu aus der Zeit um 1570, das vormals in der Turmhalle seines Platz hatte. Auch existieren noch Grabsteine aus dem 16. und 17. Jahrhundert von Angehörigen der Familien von Glaubitz, von Packmohr und von Lehndorff.

## Kirchengemeinde

### Evangelisch
Bereits in vorreformatorischer Zeit war Stradaunen ein Kirchdorf. Zu Beginn des 16. Jahrhunderts hielt hier die Reformation Einzug, als lutherische Geistliche ihren Dienst an der Kirche aufnahmen. Das Kirchspiel Stradaunen gehörte bis 1945 zum Kirchenkreis Lyck in der Kirchenprovinz Ostpreußen der Evangelischen Kirche der Altpreußischen Union. Das Patronat oblag vorzeiten dem König, danach den staatlichen Behörden.
Im Jahr 1925 zählte das Kirchspiel Stradaunen 3050 Gemeindeglieder, die in einem weiträumigen Kirchspielbereich wohnten. Flucht und Vertreibung der einheimischen Bevölkerung brachten das evangelisch-kirchliche Leben längerfristig zum Erliegen.
Heute allerdings leben in Straduny einige wenige evangelische Kirchenglieder. Sie halten sich zur Kirchengemeinde in der Stadt Ełk (Lyck), einer Filialgemeinde der Pfarrei in Pisz (Johannisburg) in der Diözese Masuren der Evangelisch-Augsburgischen Kirche in Polen.

#### Kirchspielorte
Zum Kirchspiel Stradaunen gehörten bis 1945 neben dem Pfarrort 16 Dörfer, Ortschaften und Wohnplätze:
| Name             | Änderungsname 1938 bis 1945 | Polnischer Name  |  | Name        | Änderungsname 1938 bis 1945 | Polnischer Name |
| ---------------- | --------------------------- | ---------------- |  | ----------- | --------------------------- | --------------- |
| Felsenhof        |                             | Skup             |  | *Przytullen | (ab 1927) Seefrieden        | Przytuły        |
| Groß Malinowken  | Großschmieden               | Malinówka Wielka |  | Rumeyken    |                             | Romejki         |
| Johannisberg     |                             | Janisze          |  | *Rydzewen   | Schwarzberge                | Rydzewo         |
| Klein Malinowken | Kleinschmieden              | Malinówka Mała   |  | *Schikorren | (ab 1927) Wellheim          | Sikory Juskie   |
| Milchbude        |                             | Mleczkowo        |  | *Soffen     |                             | Krokocie        |
| Oratzen          | (ab 1928) Wittenwalde       | Oracze           |  | *Szameyten  | (ab 1928) Wittenwalde       | Oracze          |
| *Piasken         | (ab 1927) Klein Rauschen    | Piaski           |  | Zappeln     |                             | Czaple          |
| *Plotzitznen     | Bunhausen                   | Płociczno        |  | *Zeysen     |                             | Sajzy           |

#### Pfarrer
An der Kirche Stradaunen amtierten zwischen 1558 und 1749 jeweils zwei Geistliche gleichzeitig. Die Stelle des zweiten Geistlichen wurde 1749 an die Kirche Gonsken (1938–1945 Herzogskirchen, polnisch Gąski) im Kreis Oletzko verlegt, wo eine neue Kirchengemeinde errichtet worden war.
- Raphael Niecicowius, 1554
- Caspar Niecicowius, 1567/1580
- Felix Brosin, 1558–1608
- Jonas Niecicowius, 1600–1604
- Thaddäus Kelch (Chelcowius),
bis 1656
- Georg Carönicke, 1657
- Jacob Jeglinski, 1657–1690
- Christoph Preuß, 1657–1664
- Georg Bronatius, 1658
- Martin Sperling, 1661
- Albert Rohde, 1664–1689
- Friedrich Mietzkowius, 1670
- Aegidius Rohde, 1681–1731
- Christoph Jeglinski, 1690–1733
- Georg Wasianski, 1721–1737
- Christoph Mäding, 1733–1749
- Andreas Slopianka, 1738–1742
- Paul Christian Drigalsi, 1742–1768
- Carl Heinrich Breitenbach, 1768–1771
- Wilhelm Jackstein, 1771–1807
- Ludwig Raphael, 1808–1813
- Friedrich Thimotheus Krieger, 1813–1820
- Johann Carl Thomaszik, 1820–1823
- Johann Christoph Gayk, 1823–1825
- Heinrich Skrodzki, 1825–1837
- Karl Leopold Weber, 1836–1854
- Eduard (Heinrich) Surminski, 1854–1877[9]
- Johann Julius G. Rimarski, 1878–1885[9]
- Reinhold Ludwig (Louis) Jacobi, 1888–1906[10]
- Alfred Gottlieb Petersdorff, 1906–1913
- Alexander Bernhard Theodor Klatt, 1914–1945

#### Kirchenbücher
Von den Kirchenbuchunterlagen der Pfarrei Stradaunen haben sich erhalten und werden bei der Deutschen Zentralstelle für Genealogie in Leipzig verwahrt:
- Taufen: 1814 bis 1874
- Trauungen: 1837 bis 1874
- Begräbnisse: 1837 bis 1874.

### Römisch-katholisch
Die seinerzeit wenigen katholischen Kirchenglieder in Stradaunen waren bis 1945 in die Pfarrkirche St. Adalbert in Lyck (polnisch Ełk) eingepfarrt. Die Gemeinde in der Kreisstadt gehörte zum Dekanat Masuren II mit Sitz in Johannisburg (polnisch Pisz) im Bistum Ermland. Nach 1945 siedelten sich in Straduny zahlreiche Neubürger, meist aus dem ehemaligen Ostpolen und katholischer Konfession an. Das bisher evangelische Gotteshaus übernahmen sie als Eigentum, und so entstand hier eine neue römisch-katholische Pfarrgemeinde, die in das Dekanat Ełk-Święty Rodziny im Bistum Ełk der Römisch-katholischen Kirche in Polen einbezogen ist.